# Polyscias sambucifolia
Polyscias sambucifolia es una especie de planta fanerógama perteneciente a la familia de las araliáceas.

## Distribución y hábitat
Es una  que crece en las áreas húmedas del este de Australia.
La taxonomía del basswood pequeño (small basswood) ha sido revisada. Resultando en el reconocimiento de tres subespecies: Subespecie sambucifolia, subespecie  decomposita y subespecie leptophylla.
El rango de distribución es desde Cape Otway (38° S) en el estado de Victoria hasta la Cadena McPherson (28° S) , en la frontera de Nueva Gales del Sur y Queensland.
Nombres comunes para esas plantas incluyen basswood pequeño (small basswood), panax saúco (elderberry panax), fresno ornamental (ornamental ash) y fresno saúco (elderberry ash).

## Descripción
Con frecuencia se le ve como un arbusto en el límite de los bosques lluviosos. Sin embargo, crece hasta 11 metros y alcanza un diámetro de 20 cm en el parque nacional Errinundra y el parque nacional Otway en el estado de Victoria.
El tronco es recto. La corteza es café oscura o negra, bastante lisa, y marcada por  lenticelas, pústulas y líneas. La forma de la hoja varía entre las diferentes sub-formas de esta planta. Ver Plant Net. Las hojas son pinnadas o bipinnadas, con foliolos. Entre uno y seis pares de foliolos en cada tallo de la hoja. Los foliolos de la subespecie sambucifolia son dentados, de forma ovada. Las hojas de las otras subespecies no están dentadas. Foliolos de 2 a 20 cm de largo. Hojas verdes brillosas en el haz, glaucas opacas en el envés. Un foliolo terminal se puede ver al final de la hoja compuesta.
Los tallos de hoja varían desde los de 20 mm y los que no tienen tallo en la especie leptophylla. La forma de la hoja varía entre la ovada o elíptica a ancha-elíptica en la  subespecie sambucifolia. Sin embargo, los foliolos sésiles de la subespecie leptophylla son de forma linear oblongo y algo curvada  (falcata). La formación de la hoja es bi-pinnada o raramente tri-pinnada en la subespecie decomposita. Las venas de la hoja son evidentes en ambas superficies. Hundidas en el haz, elevadas en el envés.
Las flores amarillo/verdosas se forman en panículas desde diciembre a febrero. El fruto es un cocci globoso comestible, de 4 a 6 mm de largo. De color guinda o azul. Conteniendo una o dos semillas, de 2 mm de largo. El fruto madura de enero a abril.

## Taxonomía
Polyscias sambucifolia fue descrita por Sieber ex DC. Harms y publicado en Die Natürlichen Pflanzenfamilien 3(8): 45. 1894.
Sinonimia
- Panax sambucifolius Sieber ex DC., Prodr. 4: 255 (1830).
- Nothopanax sambucifolius (Sieber ex DC.) K.Koch, Wochenschr. Gärtnerei Pflanzenk. 2: 77 (1859).
- Tieghemopanax sambucifolius (Sieber ex DC.) R.Vig., Bull. Soc. Bot. France 52: 310 (1905).
- Panax angustifolius F.Muell., Trans. Philos. Soc. Victoria 1: 42 (1855).
- Panax dendroides F.Muell., Trans. Philos. Soc. Victoria 1: 42 (1855).
- Tieghemopanax stipulatus R.Vig., Bull. Soc. Bot. France 52: 313 (1905).
- Polyscias stipulata (R.Vig.) Domin, Biblioth. Bot. 89: 483 (1928).[3]